# Scleropogon huachucanus
Scleropogon huachucanus là một loài ruồi trong họ Asilidae. Scleropogon huachucanus được Hardy miêu tả năm 1942. Loài này phân bố ở vùng Tân Bắc giới.